# 神羅万象チョコ 第二章
神羅万象チョコ 第二章（しんらばんしょうチョコ だいにしょう）はバンダイ発売のおまけ付き駄菓子・ウェハースチョコレート。

## 解説
2006年4月17日に第1弾が全30種でバンダイより発売。人気を誇った神羅万象チョコ 第一章の続編である。現在、7月17日に第2弾全30種、10月16日に第3弾全30種までが発売され、2007年1月15日に第4弾全30種（正確には30+1種）が発売され完結した。
第二章の三年後を描いた続編、神羅万象チョコ 第三章が2007年に発売されている。

## 世界観
魔王マステリオンとの戦いから1000年の時が経った、地上界と異界が舞台。かつて聖龍族、獣牙族、飛天族、鎧羅族と呼ばれた各部族は戦乱後、交流が盛んになり種族の特徴は影を潜めた。
- 地上界（神羅連和国）＝中央都市とそれを囲む東西南北四つの地域からなる国。中央都市宮殿玉座の間には魔王マステリオンの魂を封印した「聖龍石」が保管され、地下に存在する異世界への扉は魔界へと通じている。
  - 東：聖龍地域
  - 西：獣牙地域
  - 南：飛天地域
  - 北：鎧羅地域
- 魔界＝地上界と同じく人・動物・原生モンスターそして魔物が生息する世界。
  - 幻惑の塔：ボーンマスターが司り、地下に存在する異世界への扉は更に深部の大魔界へと通じている。
- 大魔界＝魔将軍ベリアールが統治する、魔界と比べて統制が取れた世界。
  - 幻魔宮殿：ベリアールが司り、地下にある「魔元帥の間」の魔界時計の壁裏には神魔界へと通じている「異世界の扉」が存在する。
- 神魔界＝大魔界の秘境。
  - 魔創境：魔王マステリオンの魂を復活させることが出来る場所。

## 第一章との変更点
裏の表記が変更・追加・削除されている。
- NO→IINo（IIはローマ数字の2）
- 種族→出身地
- ライバル→好敵手・敵対者（振り仮名はライバル）
- パートナー→仲間・弟子・上司・家族（振り仮名はパートナー）

第一章で特に何も書かれていない×表記だったライバルなどの関係は最初から表記されなくなった。また、「統治（とうち）」「合身（がっしん）」という表記が追加された。

## 登場キャラクター

### 地上界

#### 光の戦士
皇帝テラスによって選ばれた、伝説の部族王の血を受け継ぐ少年少女リュウガ・タイガ・ショウ・シズクと、彼らを束ねるリーダーオウキの5人で構成されている。奪われてしまった魔王マステリオンの魂が封じられた「聖龍石」の奪還を命じられた。第二章のストーリーは光の戦士を中心に展開される。
雷迅のリュウガ（らいじんのリュウガ）
第1弾IINo.001ホログラムカード
第2弾IINo.030ホログラムカード
POWER/8→9
出身地/地上界・聖龍地域
必殺技/雷迅斬（らいじんざん）
好敵手（ライバル）/金剛のタイガ
聖龍族の末裔。聖龍王サイガの血を濃く受け継ぎ、面影がある少年で、第二章における主人公。明るく元気な性格で正義感が強い。二刀流の剣技と魔法を使う魔法剣士。聖龍族の守護獣である震電を従える。魔界での激戦で成長を遂げ、オウキが洗脳され離脱した後、光の戦士チームを引っ張るリーダーシップを発揮する。青色の髪。
雷迅剣リュウガ（らいじんけんリュウガ）
第3弾IINo.060ホログラムカード
POWER/13
必殺技/真・雷迅斬（しん・らいじんざん）
合身/震電
震電と聖獣合身して魔人覚醒したリュウガ。飛龍の力を手に入れ、雷雲を切り裂く。聖龍族の種族の特徴である魔力を象徴するまっすぐ尖った角と、翼を得た。その姿はますます聖龍王サイガに近くなったといえる。
第二章第3弾のレアカード。
聖龍神リュウガ（せいりゅうしんリュウガ）
第4弾IINo.090ホログラムカード
POWER/20
必殺技/五霊神滅・央覇崩神（ごりょうしんめつ・おうはほうじん）
合神/光龍王サイガ（第一章）
時空を越えて出現した伝説の部族王・光龍王サイガと合神を果たした雷迅剣リュウガ。究極の力を宿し、聖龍神として誕生した。サイガから七支刀を授けられた。
なお、カード裏のセリフ欄にはサイガ・リュウガ二人分のセリフが記載されている。
金剛のタイガ（こんごうのタイガ）
第1弾IINo.002ホログラムカード
第2弾IINo.032ホログラムカード
POWER/8→9
出身地/地上界・獣牙地域
必殺技/金剛弾（こんごうだん）
好敵手/雷迅のリュウガ
獣牙族の末裔。獣牙王エドガーの血を濃く受け継ぎ、面影がある少年。第二章における主人公リュウガの仲間でありライバル。負けず嫌いな性格でプライドが高い。体内エネルギーの「気」を操って戦う格闘家。獣牙族の守護獣であるゼクルスを従える。魔界での激戦で成長を遂げ、強さに対して誰よりも強い憧れを持つ「切り込み隊長」として己の拳を武器とし前線で戦う。褐色肌で額に×印の傷跡がある。一人称は「オレ」。
金剛剣タイガ（こんごうけんタイガ）
第3弾IINo.061ホログラムカード
POWER/12
必殺技/真・金剛弾（しん・こんごうだん）
合身/ゼクルス
ゼクルスと聖獣合身して魔人覚醒したタイガ。白虎の力を手に入れ、大地を打ち砕く。獣牙族の種族の特徴である獣の耳と尾、そして爪を得た。その姿はますます獣牙王エドガーに近くなったといえる。
獣牙神タイガ（じゅうがしんタイガ）
第4弾IINo.091
POWER/19
必殺技/五霊神滅・央覇崩神（ごりょうしんめつ・おうはほうじん）
合神/獣牙王エドガー（第一章）
時空を越えて出現した伝説の部族王・獣牙王エドガーと合神を果たした金剛剣タイガ。最強の力を宿し、獣牙神として誕生した。
なお、カード裏のセリフ欄にはエドガー・タイガ二人分のセリフが記載されている。
火炎のショウ（かえんのショウ）
第1弾IINo.003ホログラムカード
第2弾IINo.034ホログラムカード
POWER/8→9
出身地/地上界・飛天地域
必殺技/火炎衝（かえんしょう）
仲間/雷迅のリュウガ
飛天族の末裔。飛天王アレックスの血を濃く受け継ぎ、面影がある少年。落ち着いた性格で思慮深い。優れた頭脳を持ち戦術に長けた魔法剣士。飛天族の守護獣であるヴァンセットを従える。魔界での激戦で成長を遂げ、炎を自在に操り巧みな戦術でチームを支える参謀的な役割。中性的な顔立ちに茶髪で碧眼。敬語を使ってしゃべる。一人称は「ボク」。
火炎剣ショウ（かえんけんショウ）
第3弾IINo.062
POWER/12
必殺技/真・火炎衝（しん・かえんしょう）
合身/ヴァンセット
ヴァンセットと聖獣合身して魔人覚醒したショウ。鳳凰の力を手に入れ、大空を駆け抜ける。飛天族の種族の特徴である翼と尾を得た。その姿はますます飛天王アレックスに近くなったといえる。アレックスのように髪の毛が逆立ち、妙な色気を持つ少年に成長した。
飛天神ショウ（ひてんしんショウ）
第4弾IINo.092ホログラムカード
POWER/18
必殺技/五霊神滅・央覇崩神（ごりょうしんめつ・おうはほうじん）
合神/飛天王アレックス（第一章）
時空を越えて出現した伝説の部族王・飛天王アレックスと合神を果たした火炎剣ショウ。至高の力を宿し、飛天神として誕生した。
なお、カード裏のセリフ欄にはアレックス・ショウ二人分のセリフが記載されている。
水嶺のシズク（すいれいのシズク）
第1弾IINo.004ホログラムカード
第2弾IINo.036ホログラムカード
POWER/8→9
必殺技/水嶺撃（すいれいげき）
出身地/地上界・鎧羅地域
仲間/雷迅のリュウガ
鎧羅族の末裔。鎧羅王ポラリスの血を濃く受け継ぎ、瓜二つな少女。活発な性格で好奇心旺盛。女の子ではあるが腕力はチーム1、2を争うパワーファイター。鎧羅族の守護獣であるカイエンを従える。魔界での激戦で成長を遂げ、水や冷気を操る能力を持ち、強い探究心でチームを救う。防御力はチーム最強。緑の髪に白いリボン。一人称は「私（わたし）」。
水嶺剣シズク（すいれいけんシズク）
第3弾IINo.063ホログラムカード
POWER/12
必殺技/真・水嶺撃（しん・すいれいげき）
合身/カイエン
カイエンと聖獣合身して魔人覚醒したシズク。玄武の力を手に入れ、荒波をも凍り付ける。鎧羅族の種族の特徴である強固な鎧を得た。その姿はますます鎧羅王ポラリスに近くなったといえる。
鎧羅神シズク（がいらしんシズク）
第4弾IINo.093ホログラムカード
POWER/18
必殺技/五霊神滅・央覇崩神（ごりょうしんめつ・おうはほうじん）
合神/鎧羅王ポラリス（第一章）
時空を越えて出現した伝説の部族王・鎧羅王ポラリスと合神を果たした水嶺剣シズク。無敵の力を宿し、鎧羅神として誕生した。
なお、カード裏のセリフ欄にはポラリス・シズク二人分のセリフが記載されている。
閃光のオウキ（せんこうのオウキ）
第1弾IINo.005ホログラムカード
POWER/12
必殺技/閃光破（せんこうは）
出身地/地上界・中央都市
敵対者/ボーンマスター
伝説の4部族の末裔を束ねる「光の戦士」のリーダー。4部族の混血で類い稀な才能を持つ槍使い。中央王国の守護獣ヘリオスを従える。魔界にてアナンシ率いる闇の六人衆を一人で圧倒するが、起死回生の一手に出たアナンシの洗脳攻撃から四人をかばい、大魔界へと堕ちた。洗脳により皇魔族の闇黒戦士闇黒剣オウキへと変貌してしまう。
輝煌神オウキ（きこうしんオウキ）
第4弾IINo.094ホログラムカード
POWER/22
必殺技/五霊神滅・央覇崩神（ごりょうしんめつ・おうはほうじん）
合神/輝煌王シリウス（第一章）
時空を越えて出現した伝説の部族王・輝煌王シリウスと合神を果たした閃光のオウキ。絶対の力を宿し、輝煌神として誕生した。
なお、カード裏のセリフ欄にはオウキ・シリウス二人分のセリフが記載されている。

#### 守護獣
代々各部族王に仕えてきたモンスターで、1000年前の守護獣達の子孫。現在は魔人の血筋を受け継ぐ特別な者（リュウガ・タイガ・ショウ・シズク・オウキ）だけに仕えている。第六感に優れ膨大な魔力を持ち、正確な危険察知能力を有するという特徴を併せ持っている。
震電（しんでん）
第2弾IINo.031シルバーカード
POWER/8
必殺技/雷電撃（らいでんげき）
出身地/地上界・聖龍地域
仲間（パートナー）/雷迅のリュウガ
リュウガの守護獣で、サイガに仕えていた飛電の子孫。蒼穹の飛龍で、風と雷を操る。リュウガのピンチを察し急進化を遂げた。モデルは青龍。
第2弾において異常に高い封入率のカード。
ゼクルス
第2弾IINo.033シルバーカード
POWER/8
必殺技/鋼斬破（こうざんぱ）
出身地/地上界・獣牙地域
仲間（パートナー）/金剛のタイガ
タイガの守護獣で、エドガーに仕えていたゼクシードの子孫。白銀の猛虎で、岩石を操る。タイガのピンチを察し急進化を遂げた。一人称は「オレ様」。モデルは白虎。
ヴァンセット
第2弾IINo.035シルバーカード
POWER/8
必殺技/渦炎翼（かえんよく）
出身地/地上界・飛天地域
仲間（パートナー）/火炎のショウ
ショウの守護獣で、アレックスに仕えていたヴァンファレスの子孫。真紅の鳳凰で、炎を操る。ショウのピンチを察し急進化を遂げた。一人称は「ボク」。モデルは朱雀。
カイエン
第2弾IINo.037シルバーカード
POWER/8
必殺技/激流波（げきりゅうは）
出身地/地上界・鎧羅地域
仲間（パートナー）/水嶺のシズク
シズクの守護獣。龍亀（カイ）と大蛇（エン）の共生体で、水と氷を操る。シズクのピンチを察し急進化を遂げた。モデルは玄武。
ヘリオス
第4弾IINo.095シルバーカード
POWER/10
必殺技/光覇閃（こうはせん）
出身地/地上界・中央都市
仲間（パートナー）/閃光のオウキ
オウキの守護獣。黄金の麒麟で、光と重力を操る。他の守護獣らと違い、急成長も遂げず旅が始まった頃から成体で、POWERも10と強い。オウキが洗脳されたときに同時に洗脳され、無理矢理合身させられ、闇黒剣オウキとなってしまったが、洗脳から解放され合身は解除された。最終決戦に臨む光の戦士の中で唯一、オウキと聖獣合身し魔人化しなかった。

#### 皇帝・公爵
皇帝テラス（こうていテラス）
第1弾IINo.006
POWER/5
必殺技/慈愛の光（じあいのひかり）
統治/地上界・神羅連和国
幼くして皇帝に即位する。聡明で慈愛にあふれる性格で国民の信頼も厚い。テラスの持つ光の杖は、光の戦士達のたびの軌跡を映し出すことができる。
聖龍公爵リンドウ（せいりゅうこうしゃくリンドウ）
第1弾IINo.007
POWER/7
必殺技/一罰百戒（いちばつひゃっかい）
統治/地上界・聖龍地域
聖龍地域を治める公爵。豪快な性格で魔法と拳法、書道にも心得がある文武両道の指導者。
獣牙公爵シルヴィ（じゅうがこうしゃくシルヴィ）
第1弾IINo.008
POWER/7
必殺技/魅惑の瞳（みわくのひとみ）
統治/地上界・獣牙領域
獣牙地域を治める公爵。強かでつかみ所のない性格。政治的手腕に長けた敏腕指導者。シルヴィのメイクの腕前も一流で獣牙地域の女性の憧れ。
飛天公爵サイアス（ひてんこうしゃくサイアス）
第1弾IINo.009
POWER/7
必殺技/ソニック・スティンガー
統治/地上界・飛天地域
飛天地域を治める公爵。何故か仮面を着用し素顔を隠す。嫌疑に長けた若き指導者。素顔は第3章で明かされる。
鎧羅公爵ホクシン（がいらこうしゃくホクシン）
第1弾IINo.010
POWER/7
必殺技/ダンシング・パラダイス
出身地/地上界・鎧羅地域
鎧羅地域を治める公爵。陽気で気さくな性格。歌と踊りを愛する経験豊富な指導者だが、それが災いして側近に注意されたことがある。

#### 地上界の住人
大魔導ライセン（だいまどうライセン）
第1弾IINo.015
POWER/12
必殺技/天涯地核（てんがいちかく）
出身地/地上界・聖龍地域
弟子（パートナー）/雷迅のリュウガ
山中でひそかに隠居生活を送る大賢者。リュウガの師匠でもあり、幼い皇帝を影から支援する。
征嵐剣シオン（せいらんけんシオン）
第2弾IINo.044
POWER/10
必殺技/紫雷一閃（しらいいっせん）
出身地/地上界・聖龍地域
師匠（パートナー）/大魔導
不老長寿の術で現世に行き続ける伝説の仙人。ライセンと同じく1000年前のマステリオンとの死闘を知る。シオンは神羅連和国が建国されてから千年間日記を書き続けている。
白面九尾クオン（はくめんきゅうびクオン）
第3弾IINo.072シルバーカード
POWER/12
必殺技/六道輪廻（ろくどうりんね）
出身地/地上界・聖龍地域
上司（パートナー）/光龍帝サイガ
聖龍族。約900年前に天寿を全うした英雄サイガを見届けた後、聖龍族から姿を消した伝説の忍者マスターである元朧衆の頭領四代絶影クオン。第一章からの再登場。現在は弟セツナと共に無人の孤島に隠居している。絶影復帰を願う声も未だにあるほど絶大なる信頼と尊敬を集める。聖龍族と獣牙族の混血でキツネ型獣人の特徴を持つ。九尾、隻眼、ミニスカ、薄紫色の長髪に、黒い和服で生足を晒している人気女性キャラ。
白面九尾セツナ（はくめんきゅうびセツナ）
第3弾IINo.073シルバーカード
POWER/12
必殺技/九頭龍破（くずりゅうは）
出身地/地上界・獣牙地域
上司（パートナー）/獣牙王エドガー
獣牙族。約900年前に天寿を全うした英雄エドガーを見届け獣牙族から姿を消した伝説の軍師であった白面のセツナ。第一章からの再登場。現在は姉クオンと共に無人の孤島に隠居している。獣牙族と聖龍族の混血でキツネ型獣人。九尾、メガネ、白い和服の男性キャラ。
ワンブル博士（ワンブルはかせ）
第2弾IINo.038
POWER/4
必殺技/道理至極（どうりしごく）
出身地/地上界・中央都市
好敵手（ライバル）/モンキン博士
中央都市の学者。物事を道理に沿って根気強く解明していく理論派。モンキン博士とは犬猿の仲。ワンブル博士は食べ物は甘党で趣味は骨董品集め。
モンキン博士（モンキンはかせ）
第2弾IINo.039
POWER/4
必殺技/才気煥発（さいきかんぱつ）
出身地/地上界・中央都市
好敵手（ライバル）/ワンブル博士
中央都市の学者。物事を頭で考えるより実践して解明する行動派。ワンブル博士とは犬猿の仲。モンキン博士は食べ物は辛党で、GZカンパニーの新商品は必ず購入する。
風雲のゲッシン（ふううんのゲッシン）
第3弾IINo.065シルバーカード
POWER/7
必殺技/疾風刃雷（しっぷうじんらい）
出身地/地上界・聖龍地域
上司（パートナー）/聖龍公爵リンドウ
朧衆頭領三十六代絶影。若くして「絶影」の名を襲名した忍者マスターで、ゲッシン率いる朧衆は特命を受け皇帝テラスの警備を担当している。しかし、未だにかつての四代目絶影が存命している上、クオンの復帰を望む声があることからあまり頼られていない様子。
フロマージュ
第3弾IINo.066
POWER/3
必殺技/プリティー・キャロル
出身地/地上界・飛天地域
飛天地域に住む貴族。才色兼備な令嬢で、優しく皆から愛される彼女だがたまにドジを踏むこともあるらしい。赤い髪で縦ロール。左目に泣きぼくろがある。
藤華仙アオイ（とうかせんアオイ）
第4弾IINo.096
POWER/5
必殺技/占星百式（せんせいひゃくしき）
出身地/地上界・聖龍地域
巫女の血筋を継ぐ少女。古今東西を見通す千里眼を持ち、占いの的中率は百発百中を誇るが、水晶占いの結果を映し出すのに相当集中力を必要とする。
甲角星アクティオン（こうかくせいアクティオン）
第4弾IINo.097
POWER/8
必殺技/スターランサー
出身地/地上界・鎧羅地域
上司（パートナー）/鎧羅公爵ホクシン
鎧羅地域を拠点とする精鋭部隊「北斗七星」のリーダーで第一星団団長。高潔な騎士道精神を貫くプライド高き紳士。

#### GZカンパニー
クリップ
第1弾IINo.014
POWER/3
必殺技/ガトリング・アームM（ミニアム）
出身地/地上界・鎧羅地域
GZカンパニーで働く有能なメカ技師。ゼペル無き今、自らの手で改良し憧れのオリオンを目指す。クリップが働いているGZカンパニーでは面白い遊具がたくさんある。
ワイパーム
第2弾IINo.040
POWER/3
必殺技/ホバー・クリンナップ
出身地/地上界・中央都市
中央都市宮殿内の清掃ロボット。戦闘用プログラム内蔵により宮殿の警備もそつなくこなす。ワイパームは宮殿内を満遍なく掃除するために仲間同士で通信し合うことができる。
ダイ・カイゾー
第3弾IINo.067
POWER/2
必殺技/クイック・チューン
出身地/地上界・鎧羅地域
仲間（パートナー）/クリップ
GZカンパニーの少年技師。幼くして「神童」と呼ばれ、機械工学に優れた天才技師。中央と市内の機会整備を任されている。カイゾーは飽きぽい性格で一生懸命作った機会も気が変わると直ぐに改造してしまう。
ゼンペイ
第3弾IINo.068
POWER/2
必殺技/ランス・エスコート
出身地/地上界・中央都市
仲間（パートナー）/ワイパーム
カイゾーが発明した中央都市の護衛ロボット。ゼンマイひとまきで一週間起動する環境にやさしい構成のぬロボットだが、ゼンマイが止まると目が赤くなる。ゼンペイはワイパームにゼンマイを巻いてもらうと喜ぶ。
ゼンペイMk-II
第4弾IINo.098
POWER/3
必殺技/アックス・ディパーチャー
出身地/地上界・鎧羅地域
仲間（パートナー）/ゼンペイ
カイゾーが発明した中央都市の護衛ロボット。ゼンペイに比べて機動性に優れ、広範囲の警備が可能な最新型。ゼンペイMK-IIのバイザーは暗視ゴーグルになっている。

#### モンスター
ジャンガル
第1弾IINo.011
POWER/3
必殺技/利きヒゲ
出身地/地上界・獣牙地域
獣牙地域に生息すモンスター。荒野を疾風のごとく駆け回る。大きな赤鼻はどんなものも嗅ぎ分ける。ジャンガルは自慢のヒゲを触られると怒って暴れまわる。
パピタミ
第1弾IINo.012
POWER/2
必殺技/モルフォン・パウダー
出身地/地上界・鎧羅地域
鎧羅地域に生息するモンスター。人間の前に姿を現すことは珍しく、「幸運の蝶」と言い伝えられている。羽の模様が異なる種類もある。
アリゲッチャ
第1弾IINo.013
POWER/3
必殺技/ガブガブ・ガーブ
出身地/地上界・鎧羅地域
鎧羅地域に生息すモンスター。頭の上の木の実にがぶりつこうといつも走り回っている。アリゲッチャの頭の上にあるブドウはブドウではない。
フィオレット
第2弾IINo.041
POWER/2
必殺技/パルファム・リッチ
出身地/地上界・聖龍地域
聖龍地域に生息するモンスター。暖かい光を浴びると甘い香りの花を咲かせる。
プリモモ
第2弾IINo.042
POWER/2
必殺技/フルーティ・プリプリ
出身地/地上界・聖龍地域
聖龍地域に生息するモンスター。恥ずかしがり屋で頭を触られると顔が赤くなるが、頭を振って元に戻す。
ボボーロ
第2弾IINo.043
POWER/3
必殺技/ヒート・ウェーブ
出身地/地上界・飛天地域
飛天地域に生息するモンスター。寒さに弱く、暖を取るため体に火を纏っている。嬉しい事が合ったときは体にまとった火の勢いが強い。
タツマゴ
第3弾IINo.069
POWER/3
必殺技/プチトルネード
出身地/地上界・聖龍地域
聖龍地域に生息するモンスター。普段はおとなしい性格だが落雷には敏感に反応し、その光の方向へ暴走しています。タツマゴの群れが東へ移動する姿を見ると嵐が起こるという言い伝えがある。
メリノール
第3弾IINo.070
POWER/3
必殺技/ウール100%
出身地/地上界・獣牙地域
獣牙地域に生息するモンスター。全身を覆う毛は暖かく心地が良い。獣牙地域の小鳥はここを巣にして育つことも少なくない。しかも自分の体を巣代わりにする小鳥達に母親のような愛情を注ぐ。
トマックン
第3弾IINo.071
POWER/3
必殺技/ヘッド・チョップ
出身地/地上界・飛天地域
飛天地域に生息するモンスター。頭上に立派な鶏冠を持つが本人は尻尾が好きで手入れに余念がない。飛行より走るほうが得意。トマックマンは鶏冠を逆さにして氷の上を上手に滑る事ができるが、その姿は滅多に見られない。
ガンタスロック
第3弾IINo.072
POWER/4
必殺技/アイスロック
出身地/地上界・鎧羅地域
鎧羅地域に生息すモンスター。幾年もの歳月を経てできた背中の氷山が特徴。その大きな身体はいまだ成長と中であるし、歴史を長年見守り続けてた原生モンスターの中でも一際威厳と貫禄が漂う。

### 魔界

#### 闇の六人衆（皇魔族）
アナンシが指揮する六名からなる魔界皇魔族の戦闘集団。カルディアを筆頭に、魔界へとやってきた光の戦士らを襲撃する。変則攻撃で苦戦させるも、圧倒的な力を持つオウキにより撃退される。彼らが所持している「石版のカケラ」は所有する者の魔力を増幅させるらしい。
カルディア
第1弾IINo.017
POWER/8
必殺技/ダークペイン
出身地/魔界（皇魔族）
敵対者（ライバル）/閃光のオウキ
アナンシ直下「闇の六人衆」のリーダー。真っ赤な大蛇を従えた魔導師。勝気で姉御肌気質。白髪で金の眼、紫の肌色の皇魔族女性キャラ。
ゲンサイ
第1弾IINo.018
POWER/7
必殺技/カミカゼ・フジヤマ
出身地/魔界（皇魔族）
敵対者（ライバル）/閃光のオウキ
アナンシ直下「闇の六人衆」の副リーダー。魔界で人知れず修行を重ねた過去がある。独特の間合いから一撃必殺の居合い斬りを繰り出す武士。
ギャザック
第1弾IINo.019
POWER/6
必殺技/パンドラ・ザ・ボックス
出身地/魔界（皇魔族）
敵対者（ライバル）/雷迅のリュウガ
アナンシ直下「闇の六人衆」の一人。魔界随一のマジシャンで、カードとマジックボックスを駆使し敵を翻弄する。ギャザックの持っている「コイナス」の人形はマジックで話すことができるし、しかも同じマジックを二度同じ人の前で演じることはない。
ホゲジィ
第1弾IINo.020
POWER/6
必殺技/コツコツ・コッチ
出身地/魔界（皇魔族）
敵対者（ライバル）/金剛のタイガ
アナンシ直下「闇の六人衆」の一人。経験豊富で年季を経た魔法使いで、奇声で相手を威嚇して一気に攻勢をかけるのが必勝パターンである。過去に一度だけギャザックのマジックを見破ったことがあるらしい。経験豊富な魔法を頼って身の上の相談を持ちかける者が後を絶たない。
クリナークレーマー
第1弾IINo.021
POWER/6
必殺技/デス・バキューム
出身地/魔界（皇魔族）
敵対者（ライバル）/火炎のショウ
アナンシ直下「闇の六人衆」の一人。かなり綺麗好きで「ソージ鬼」を使って敵を一掃する戦場の掃除屋。「ソージ鬼」の調子が悪いと頭のホウキでも攻撃してくる。掃除屋のわりに奇抜で派手な格好をしている。なぜかキレイ好きだが言葉づかいはキレイではない。
テツマルク
第1弾IINo.022
POWER/6
必殺技/怒りの鉄槌
出身地/魔界（皇魔族）
敵対者（ライバル）/水嶺のシズク
アナンシ直下「闇の六人衆」の一人。幾多の戦乱を経験した歴戦の戦士で、勇猛果敢な性格で敵に鉄の制裁を加える。戦車形態に姿を変え、様々な戦闘スタイルをとることができるらしい。体が重いため、スピード勝負には弱い。

#### 魔界の姫とアルフィーネ護衛隊
アルフィーネ
第4弾IINo.110シルバーカード（薄紫）
POWER/7
必殺技/スターダスト・シンフォニー
婚約者（パートナー）/魔元帥ベリアール
高い統率力を持つ魔界の姫。皇魔族。マイペースな性格。気高く優美な精神を有す。エルシーヴァの養女で、ベリアールの婚約者。オリーブ色の長い髪に、紫の翼を生やした女性キャラ。
グゥポン
第4弾IINo.111
POWER/4
必殺技/トライ・ガーディアン（グー）
仲間（パートナー）/チョキルン&パートン
「アルフィーネ護衛隊」の拳法使い。利かん坊で負けず嫌いな性格。隊では切り込み役を任されている。
チョキルン
第4弾IINo.112
POWER/4
必殺技/トライ・ガーディアン（チョキ）
仲間（パートナー）/グゥポン&パートン
「アルフィーネ護衛隊」の魔法使い。甘えん坊で泣き虫だが豊富な知識と明晰な頭脳で仲間を支える。
パートン
第4弾IINo.113
POWER/4
必殺技/トライ・ガーディアン（パー）
仲間（パートナー）/グゥポン&チョキルン
「アルフィーネ護衛隊」の騎士。大らかな性格で確り者の頼れるリーダー。身を挺して姫や仲間を助ける。2人の仲間は外出する時パートンの持つ護衛隊旗が常に見えないと不安で、喧嘩した時は、パートンが仲介になるなどパートンは苦労人として一面を持つ。

#### 皇魔族（魔界）
シロカゲ
第1弾IINo.023
POWER/5
必殺技/シロシロクロウ
仲間（パートナー）/ムラカゲ
皇魔族の戦闘員。長い腕と鋭利なつめを使って敵を切り裂く連続攻撃を得意とする。
ムラカゲ
第1弾IINo.024
POWER/4
必殺技/スターダスト・シンフォニー
仲間（パートナー）/クロクロカッター
皇魔族の戦闘員。三日月形のカッターを見境なく振り回して連続攻撃を仕掛ける。上記のシロカゲと共に群れで行動する。

#### 精霊
ヒサメ
第1弾IINo.025
POWER/4
必殺技/寒冷の誘い（かんれいのいざない）
雪原に生息する冷気を司る精霊。雪や氷をはじめ、あらゆる冷気を操ることができる。ヒサメの息吹は、吹くとすぐに氷の結晶になって光る。

#### モンスター
ポトッピー
第1弾IINo.027
POWER/3
必殺技/ベジアタック・ライト
仲間（パートナー）/ポトット&ポトビン
魔界南部に生息すモンスター。広大な農園を営む3人組の一人。真面目で努力家。ピーマンの形をした顔が特徴。
ポトット
第1弾IINo.028
POWER/3
必殺技/ベジアタック・センター
仲間（パートナー）/ポトッピー&ポトビン
魔界南部に生息するモンスター。広大な農園を営む3人組リーダー。穀物栽培に精を出す。トマトの形をした顔が特徴。
ポトビン
第1弾IINo.029
POWER/3
必殺技/ベジアタックレフト
仲間（パートナー）/ポトット&ポトッピー
魔界南部に生息するモンスター。広大な農園を営む3人組の一人。マイペースでのんびり屋。ナスの形をした顔が特徴。が上記の2人と共にベジアタックを使用す時は顔を傷つけないように気をつけており、1人が病気になると二人で作物を持ち寄って看病し合う程、仲が良い。

### 大魔界

#### 元魔王と側近
エルシーヴァ
第2弾IINo.054
POWER/10
必殺技/光翼陣（こうよくじん）
部下/メルフィス
最長老。魔界最古のモンスターにして、絶大な力を誇ったかつての魔王。皇魔族。ひじょうに博識で、未だに人望は厚い。異世界からの来訪者「光の戦士」達に魔界の導きを授ける。
メルフィス
第2弾IINo.055
POWER/8
必殺技/烈振斬（れっしんざん）
上司/エルシーヴァ
最長老エルシーヴァの側近。皇魔族。戦闘のプロでもあり、最長老の手足となり働き、護衛も務める。チェーンソーのような武器を携えた、水色の長い髪の女性キャラ。メルフィスの勇姿は女性達の憧れ。

#### 魔界三巨頭
魔元帥ベリアール（まげんすいベリアール）
第2弾IINo.045ホログラムカード
第3弾IINo.060ホログラムカード
第4弾IINo.099
POWER/12→15→0
必殺技/黒至夢奏（こくしむそう）
敵対者（ライバル）/ボーンマスター
敵対者（ライバル）/ボーンマスター・D
「魔界三巨頭」の筆頭。マステリオン封印後、荒廃していた大魔界を統治している魔界君主。第一章からの再登場。元魔王エルシーヴァに勧められた婚約者アルフィーネ。
「光の戦士」を迎撃するため宮殿門番「トランプ4」を招集するが、撃破される。その後、強大な威圧感で「光の戦士」を圧倒するが、彼らに1000年前の四部族王の面影を見出し拳を収め、話を聞き彼らに協力する。仲間となった後は光の戦士の装束を纏う。最終決戦においてボーンマスターとの対決に勝利するも、絶命間際の攻撃からオウキを庇って石化させられた。しかし終結後創造神クリエールにより石化は解除される。
三章では彼が戦いの後にリュウガとテラスに贈った神魔界のモンスター「騎竜エグゼリア」も登場する。
魔将軍アスタロット（ましょうぐんアスタロット）
第2弾IINo.046
POWER/11
必殺技/月禍氷刃（げっかひょうじん）
仲間/魔元帥ベリアール
「魔界三巨頭」の一人でベリアールの治世を補佐する。実力者ではあるのだが、気まぐれな性格なためベリアールが手を焼くこともある。第一章からの再登場。第一章に比べ、衣装が多少変更され布地が減って露出が増えた。
魔将軍アリオク（ましょうぐんアリオク）
第2弾IINo.047
POWER/11
必殺技/獄落往生（ごくらくおうじょう）
仲間/魔元帥ベリアール　
「魔界三巨頭」の一人でベリアールの治世を補佐する。ベリアールからの信頼も厚く、理知的で思慮深い。第一章からの再登場。

#### トランプ4（皇魔族）
幻魔宮殿の門番を勤めるヴェント・スペード、ダイヤ・マイト、ママンダ・ハート、クローバー・フドウの4人の総称。4人の結束力は、ベリアールからも信頼を寄せられているが、4人で行うトランプ勝負では熱中するあまり毎回ケンカになってしまうし、任務中でもトランプに熱中する。
ヴェント・スペード
第2弾IINo.048
POWER/8
必殺技/ダンツァ・スパーダー
敵対者（ライバル）/雷迅のリュウガ
トランプ4の一人。踊るように剣を操る正統派騎士だが、口調がオカマ。トランプに負けると拗ねる。性別は不明。
ダイヤ・マイト
第2弾IINo.049
POWER/8
必殺技/ドリル・リーゼント
敵対者（ライバル）/金剛のタイガ
トランプ4の一人。門に近づく者にタイマン勝負を仕掛け熱い戦いを挑む戦士。リーゼントに触られることを嫌う。性別は男。
ママンダ・ハート
第2弾IINo.050
POWER/8
必殺技/ママンダ・ティーパーティー
敵対者（ライバル）/火炎のショウ
トランプ4の一人。持ち前の母性を生かした持て成しで敵を幻惑さえ、その好きに攻撃を仕掛ける。攻撃時にウインクをきめるが、仮面の下に隠れていて誰にもわからない。
クローバー・フドウ
第2弾IINo.051
POWER/8
必殺技/クラブ・イクスプロージョン
敵対者（ライバル）水嶺のシズク
トランプ4の一人。鍛え抜かれた巨大で特殊な棍棒を振り回す戦士。火器を操ることができる。手先が器用でダイヤ・マイトの愛車のペイントを手掛けたことがある。性別は男。

#### 皇魔族（大魔界）
幻影暗鬼テスタロス（げんえいあんきテスタロス）
第2弾IINo.053
POWER/8
必殺技/斬影剣・不知火（ざんえいけん・しらぬい）
上司（パートナー）/ボーンマスター
マステリオン復活のために暗躍する皇魔族。さまざまな手段を講じてボーンマスターに助力する。洗脳されたオウキに接触したことがある。性別は男。
幻魔戦鬼テスタロス（げんませんきテスタロス）
第3弾IINo.082
POWER/14
必殺技/斬影剣・真極・不知火（ざんえいけん・しらぬい）
上司（パートナー）/ボーンマスター
全パワーを開放し、その正体を現したテスタロス。「光の戦士」の仲間となったベリアールを倒すため、究極体に変貌を遂げた。
サイデール
第2弾IINo.052
POWER/6
必殺技/マッド・ベリー
上司（パートナー）/魔将軍アスタロット
中級皇魔族のデーモン。比較的群れで行動している。敵と判断すると猪突猛進、突撃を仕掛ける。

#### 精霊
ライトスパーク
第3弾IINo.083
POWER/7
必殺技/ハウリング・ボイス
電気と雷を操る精霊で魔界全土をまたにかける流浪のロックシンガー。魔界のアイドルとしてカリスマ的存在である。ファンレターの返事をマメに書いている。性別は男。
シャオフェイ
第3弾IINo.084
POWER/7
必殺技/剣圏覇（けんけんぱ）
刃物に宿る刀剣の精霊。活発でじゃじゃ馬だが、あらゆる刃物を自由自在に操る力を持つ。重い刃物でも重さを感じず軽々と操る。性別は女。

#### モンスター
トレントン
第2弾IINo.057
POWER/4
必殺技/ギガント・パンチ
家族/アイビリア＆リーファン
大魔界の森に生息するモンスター。温厚な性格で、大魔界に生い茂る全ての植物の起源と言い伝えられている別名「森の父」。大魔界全土に見られる霧や胞子をコントロールしているらしい。第2弾のトリオの一キャラクター。
アイビリア
第2弾IINo.058
POWER/3
必殺技/スパイラル・アイビー
家族/トレントン＆リーファン
大魔界の森に生息するモンスター。悪い魔物から蔓で家族を守る、優しく包容力のある別名「森の母」。第2弾のトリオの一キャラクター。
リーファン
第2弾IINo.059
POWER/1
必殺技/リーフビターン
家族/トレントン＆アイビリア
大魔界の森に生息するモンスター。森の母アイビリアから生まれた新芽。頭の葉が双葉に発芽次第飛び立っていく。第2弾のトリオの一キャラクター。
魔ッシュル（まッシュル）
第4弾IINo.114
POWER/3
必殺技/ポイズンメイド
大魔界湿地帯に生息するモンスター。甘くか降り立つ胞子は毒性を含み、吸ってしまった者を深い眠りへ誘い夢の中で魔ッシュルと出会う。魔ッシュルのかさを触ると痺れる。
魔コイナス（まコイナス）
第4弾IINo.115
POWER/3
必殺技/怨恨の轟き（えんこんのとどろき）
大魔界の山中に生息するモンスター。ヘタには発火物質が含まれており、魔コイナスがいる場所はいつも山火事が絶えない。魔コイナスのヘタを食べると時は加熱無しで食べると腹をこわす。

### 神魔界

#### 皇魔族（神魔界）
ボーン・マスター
第1弾IIPR
出身地/神魔界
必殺技/デスペレートラプソディ
第1章から登場したマステリオンの側近。マステリオン復活のため聖龍石を奪う。
ボーンマスター・D（ボーンマスター・ディアボロス）
第4弾IINo.101シルバーカード
POWER/15
出身地/神魔界
必殺技/ペトロ・インフェルノ
敵対者/魔元帥ベリアール
「魔創卵」に秘められている闇黒の力を手に入れたボーンマスター。地獄の業火を身にまとっている。服装と力も違う。
アナンシ・マシュラ
第一弾IINo.016
POWER/10
出身地/神魔界
必殺技/マインド・スパイダー
上司/ボーンマスター
ボーンマスター直属の部下。闇の六人集を率いて幻惑の塔で光の戦士と戦った。第一章のアナンシと姿と技名が似ているが、アナシンとの関係は不明。
闇黒剣オウキ（あんこくけんオウキ）
第3弾IINo.075
出身地/地上界
必殺技/闇黒魔破
憑依/闇黒竜ゼベリウス
洗脳されたまま守護獣と聖獣合身を遂げ、ゼベリウスに憑依された。
闇黒竜ゼベリウス
第3弾IINo.076
出身地/神魔界
必殺技/カオス・インフェルノ
上司/ボーンマスター
黒い鱗に全身を覆われた闇黒竜。凶暴で荒らしい性格だが知能は極めて高い。ボーンマスターの指令を受けてオウキに憑依する。
ポーンマスター
第3弾IINo.081
出身地/神魔界
必殺技/グレート・ランナウェイ
ボーンマスターの囮として行動する下級皇魔族。ニセモノの聖龍石を手に「光の戦士」を惑わすため、現在逃走中。聖龍石をうっかり落として壊したことがある。
モスガン
第4弾IINo.108
POWER/6
出身地/神魔界
必殺技/八つ裂きダンス
中級皇魔族のデーモン。鋭い嗅覚で敵に近づき、素早く背後に回り攻撃を仕掛ける。常に鼻を鳴らして敵を探している。地上界ではモスガンとよく似た骨董品が売られている。
フロギスト
第4弾IINo.109
POWER/5
出身地/神魔界
必殺技/フレイム・ソウル
皇魔族の戦闘員で、神魔界で産出される鉱物で作られた壺の中に潜んでいる。壺ごと転がりながら敵に近付き、炎攻撃で敵を焼き尽くす。
魔神マステリオン
第4弾IINO.100
POWER/30
出身地/神魔界
必殺技/カオシック・ディザスター
敵対者/光の戦士
魔創卵によって封印が解けたマステリオン。魔創卵に集積された怨嗟の魂を吸収して魔王から魔神となった。

#### 闇黒魔卿（皇魔族）
春魔卿ヴィスナー
POWER/9
第3弾IINo.077
出身地/神魔界
必殺技/ブラッディ・ブラッサム
敵対者/雷迅剣リュウガ
闇黒魔卿の一人。剣術に長けた魔法剣士。華麗な舞で敵を混乱させ、その隙に必殺の一撃を繰り出す。蝶のような美しく見えるよう姿勢に気を使っている。
夏魔卿ゾマー
POWER/9
第3弾IINo.078
出身地/神魔界
必殺技/ターン・ディメンジョン
敵対者/金剛剣タイガ
闇黒魔卿の一人。風の波に乗り、低空を飛び回る。持ち前の俊敏さで敵を翻弄する。ゾマーが調子よく風の波に乗っている時は誰にも止めることはできない。
秋魔卿メトロン
第3弾IINo.079
POWER/9
出身地/神魔界
必殺技/カロリーディフェンス
敵対者/火炎剣ショウ
闇黒魔卿の一人。如何なる時も魔術書を手放さない魔法戦士。扱う魔法の種類は数えきれない。いつか魔法でダイエットしようとしている。
冬魔卿イーヴェル
POWER/9
第3弾IINo.080
出身地/神魔界
必殺技/ダーク・ジェラード
敵対者/水嶺剣シズク
闇黒魔卿の一人。変幻自在の武器と氷雪を身にまとい、冷徹に任務を遂行する魔法戦士。人の温かさに案外弱い。

#### 闇の四魔獣（皇魔族）
雷魔獣ボルディア（らいまじゅうボルディア）
第4弾IINO.102シルバーカード（青）
POWER/10
出身地/神魔界
敵対者/雷迅剣リュウガ
魔創卵から生まれた闇の四魔獣の一角。体内に流れる雷を球体化し、敵に目掛けて一気に放電する。体を常に帯電している。
鋼魔獣ガイアン（こうまじゅうガイアン）
第4弾IINo.103シルバーカード（金）
POWER/10
出身地/神魔界
敵対者/金剛剣タイガ
魔創卵から生まれた闇の四魔獣の一角。とてつもなく大きく強靭なその身体はどんな攻撃でも跳ね返す。体についている岩石は削れてもまた再生する。
炎魔獣ファイヴァ（えんまじゅうファイヴァ）
第4弾IINo.104シルバーカード（橙）
POWER/10
敵対者/火炎剣ショウ
出身地/神魔界
魔創卵から生まれた闇の四魔獣の一角。全身から放出される炎で全てを焼き尽くす。2本の大きなキバは取り外し可能で、ブーメラン攻撃としても使用することもできる。
水魔獣アグレア（すいまじゅうアグレア）
第4弾IINo.105シルバーカード（緑）
POWER/10
必殺技/ダーク・ウェーバー
出身地/神魔界
敵対者/水嶺剣シズク
魔創卵から生まれた闇の四魔獣の一角。チョウチンアンコウに近い体をしている。水陸両用の戦闘能力を持ち、口から放出される波動で敵を粉砕する。ヒゲは水上にいる獲物までも察知することができる。

#### 魔創卵の番人（皇魔族）
赤怒鬼アカラ（せきどきアカラ）
第4弾IINo.106
POWER/8
必殺技/レッド・スクランブル
出身地/神魔界
仲間/青黙鬼ウンカラ
魔創卵を護る番人。多弁で短気な性格。怒号と共に息をつかせぬ攻撃を仕掛けてくる。どんなに難しい早口言葉もうまく話せる。
青黙鬼ウンカラ（せいもくきウンカラ）
第4弾IINo.107
POWER/8
必殺技/ブルー・スラッガー
出身地/神魔界
仲間/赤怒鬼アカラ
魔創卵を護る番人。寡黙で冷徹な性格。無言のまま幾多の敵を刀一本で一掃する怪力の持ち主。黙っていてもアカラと意思疎通ができる。

#### 精霊
精霊王ティターニア（せいれいおうティターニア）
第4弾IINo.116シルバーカード
POWER/8
必殺技/サンライト・フラッシュ
出身地/神魔界
夫婦（パートナー）/精霊王アルヴェール
昼と太陽を司る光の精霊。穏やかで優しい性格だが怒ると手がつけられず同時に空に太陽が顔を出さなくなってしまう。
精霊王アルヴェール（せいれいおうアルヴェール）
第4弾IINo.117シルバーカード
POWER/8
必殺技/ダークナイト・シャドウ
出身地/神魔界
夫婦（パートナー）/精霊王ティターニア
夜と月を司る闇の精霊。光の精霊を溺愛しているが、自由奔走の性格が災いし夫婦喧嘩が絶えない。満月の夜ではないとアルヴェールはティターニアのわがままを聞けない。

#### モンスター・その他
ギルデライト
第3弾IINo.085
POWER/8
必殺技/シャドウ・フレア
出身地/神魔界
漆黒の外殻と光り輝く6枚の翼を持つ神出鬼没の暗黒天使。近づくものは誰であろうと容赦せずに攻撃をする。漆黒を好みどんな闇でも暗視できる能力を持つ。
メーガル
第3弾IINo.087
POWER/3
必殺技/スキャン・アイ
出身地/神魔界
仲間（パートナー）/クーガル&ミーガル
神魔界南部に生息すモンスター「トーテム3」の一人。その大きな目は相手の心を見抜く千里眼を持つ。メーガルが泣くと大きな真珠のように綺麗な大粒の涙を流す。
クーガル
第3弾IINo.088
POWER/3
必殺技/メンタル・イート
出身地/神魔界
仲間（パートナー）/メーガル&ミーガル
神魔界南部に生息すモンスター「トーテム3」の一人。その大きな口で相手の心に潜む不安や恐怖を食すが、ミーガル・メーガルとおそろいで身に付けていた大切な宝玉を食べてしまう事があった。
ミーガル
第3弾IINo.089
POWER/3
必殺技/マインド・ヒヤリング
出身地/神魔界
仲間（パートナー）/メーガル&クーガル
神魔界南部に生息すモンスター「トーテム3」の一人。その大きな耳は相手の心の声まで聞き取れるが、耳を手で塞ごうにも塞げず何もかも聞き取れるしかない。

#### ボックル
ボックル
第1弾IINo.26
POWER/2
必殺技/友好の握手（ゆうこうのあくしゅ）
魔界全土で最も多く生息するモンスター。人懐っこく善良な性格で争いを好まない。頭を撫でると喜ぶ。
シシボックル
第2弾IINo.056
POWER/3
必殺技/獅子舞ダンス（ししまいダンス）
ボックルの亜種。大魔界にのみ生息している。普通のボックルより感情の起伏が激しい。大のお祭り好きで、獅子舞の格好をしている。
キラボックル
第3弾IINo.086
POWER/4
必殺技/キラキラウェーブ
出身地/神魔界
神魔界に生息するボックルの王。この世に一匹しか存在しない唯一無二の存在で黄金に輝く美しい体を持つ。魔界に生息するボックルにとっては神に近い存在。
コボックル
第4弾IINo.118
POWER/1
出身地/神魔界
卵から生まれたばかりのポックルの幼生態。幼生期は個体差がなく約2～3年をこの姿で過ごし脱皮を繰り返して成長する。コボックルは集団で集まって将来のことを話す。

### 天界
創造神クリエール（そうぞうしんクリエール）
第4弾IIEPホログラムカード
古の時代、人間と魔王との戦いで、人間に加担し、四聖獣を託した女神。魔王が魔界に退散した際、道連れにされ、魔創卵に封印された。

## 備考
- 第1弾IIPR ボーンマスター
- 第3弾IINo.082 幻魔戦鬼テスタロス
- 第4弾IINo.100 魔神マステリオン

上記の三種にはバージョン違いが存在する。第一章と違い多少封入率が違う模様。また、魔神マステリオンに関してはスーパーレアカードと言う新しい形状のものが登場した。通常のレアカードである魔神マステリオンと異なり黒のシルエットに縁が金色に輝いているのが特徴で、通称「箔」。封入率が異常に低いキラーカードであり、カートン（200枚）に1枚程度の封入率であるらしい。
- 輝煌神オウキ
第二章のエラーカード。裏側の「合身/輝煌王シリウス」の部分が「煌輝」と誤植されている。後の出荷分で修正版が確認されている。